# You Are My Glory
You Are My Glory (chino simplificado= 你是我的荣耀, pinyin= Ni Shi Wo De Rong Yao), es una popular serie web china transmitida del 26 de julio del 2021 hasta el 23 de agosto de 2021 a través de Tencent Video.
La serie es una adaptación de la novela "Ni Shi Wo De Rong Yao" (你是我的荣耀) del autor Gu Man.
La serie es considera un drama exitoso con grandes resultados y popularidad.

## Sinopsis
Qiao Jingjing y Yu Tu eran compañeros de secundaria. Durante este tiempo, Jingjing se confesó a Yu Tu dos veces, pero fue rechazada en ambas ocasiones.
Diez años después, Jingjing es ahora una de las principales y más populares celebridades, sin embargo, mientras intenta convertirse en la patrocinadora de un videojuego, sus malas habilidades como jugadora son expuestas. Para salvar su reputación, su agente la inscribe en una competencia de videojuegos, donde por casualidad se reencuentra con Yu Tu, quien ahora es un ingeniero aeroespacial, que actualmente se siente perdido acerca de su carrera.
Pronto Yu Tu se convierte en el entrenador de Jingjing y en el proceso, poco a poco ambos comienzan a enamorarse.

## Reparto[4]

### Personajes principales
| Actor            | Personaje     | N.º de episodios | Notas |
| ---------------- | ------------- | ---------------- | ----- |
| Yang Yang        | Yu Tu         | 32               | [ 5 ] |
| Dilraba Dilmurat | Qiao Jingjing | 32               | [ 6 ] |

### Personajes secundarios

#### Personas cercanas a Yu Tu
| Actor           | Personaje | N.º de episodios | Notas                             |
| --------------- | --------- | ---------------- | --------------------------------- |
| Cao Yi (曹毅)   | Mr. Ling  | -                | Es el padre de Yu Tu.             |
| Cui Yi (崔奕)   | Mrs. Ling | -                | Es la encantadora madre de Yu Tu. |
| Wang Rui (王锐) | Xiao Liu  | -                | Es el primo de Yu Tu.             |
| Wang Yanlin     | Cui Liang | -                | Es el mejor amigo de Yu Tu.       |

#### Personas cercanas a Qiao Jingjing
| Actor                  | Personaje | N.º de episodios | Notas                                                   |
| ---------------------- | --------- | ---------------- | ------------------------------------------------------- |
| Wang Quanyou (王全有)  | -         | -                | Es el padre de Qiao Jingjing.                           |
| Yan Qingyu (阎青妤)    | -         | -                | Es la madre de Qiao Jingjing.                           |
| Li Yaze (李亚泽)       | -         | -                | Es el hermano de Qiao Jingjing.                         |
| Zhou Yunru (周韵茹)    | -         | -                | Es la hermana de Qiao Jingjing.                         |
| Liu Lei (刘磊)         | -         | -                | Es el primo de Qiao Jingjing.                           |
| Zheng Xiaomao (郑小毛) | -         | -                | Es el abuelo de Qiao Jingjing.                          |
| Zhu Huaixu (朱怀旭)    | -         | -                | Es la abuela de Qiao Jingjing.                          |
| Zheng He Huizi         | Pei Pei   | -                | Es la mejor amiga de Qiao Jingjing.                     |
| Tu Songyan             | A Guo     | -                | Es el primer entrenador de Qiao Jingjing en los juegos. |

#### Empleados de China Aerospace Science and Technology Corporation
| Actor                   | Personaje      | N.º de episodios | Notas |
| ----------------------- | -------------- | ---------------- | --- |
| Pan Yueming             | Guan Zai       | -                | |
| Zheng Xiaoning (郑晓宁) | Director Hu    | -                | Es un director y compañero de trabajo de más alto rango de Yu Tu. |
| Wang Shihuai (王诗槐)   | Director Zhang | -                | Es el mentor de Yu Tu. |
| An Ge (安戈)            | Da Meng        | -                | Es uno de los colegas y amigo de Yu Tu. Es una persona divertida que cree que al igual que él, Yu Tu también está soltero, por lo que cuando descubre que él está saliendo con Qiao Jingjing no lo puede creer. |
| Zheng Qi (郑奇)         | -              | -                | Es uno de los colegas de Yu Tu. |
| Zhao Kedi (赵柯迪)      | Xiao Hu        | -                | Es uno de los colegas de Yu Tu. |
| Lu Zhong (陆忠)         | -              | -                | |
| Yan Zhiping (严志平)    | -              | -                | |
| Sun Wei (孙玮)          | -              | -                | |
| Zhao Xiaoguang (赵晓光) | -              | -                | |
| Ge Jiwei (葛济玮)       | -              | -                | |
| Lu Tu (吕途)            | -              | -                | |
| Han Bo (韩博)           | -              | -                | |
| Xu Fan (徐凡)           | -              | -                | |

#### Empleados de la Industria del Entretenimiento
| Actor                  | Personaje   | N.º de episodios | Notas                                                        |
| ---------------------- | ----------- | ---------------- | ------------------------------------------------------------ |
| Hu Ke                  | Ling Jie    | -                | Es la manager de Qiao Jingjing.                              |
| Sun Yali (孙雅丽)      | Xiao Zhu    | -                | Es la asistente de Qiao Jingjing.                            |
| Liu Luoxi (刘洛汐)     | Dan Dan     | -                | Es la encargada de las relaciones públicas de Qiao Jingjing. |
| Luo Lei (骆磊)         | Mr. Wang    | -                | Es el chofer de Qiao Jingjing.                               |
| Yuan Chengjie (袁成杰) | Duan Wu     | -                | Es un compañero de actuación de Qiao Jingjing.               |
| Lu Yong (卢勇)         | Director Li | -                | Es un director.                                              |
| -                      | Huang       | -                | Es un asistente de director.                                 |

#### Empleados de King of Glory
| Actor                     | Personaje | N.º de episodios | Notas                                       |
| ------------------------- | --------- | ---------------- | ------------------------------------------- |
| Peng Bo (彭博)            | Alex      | -                | Es el ejecutivo de King of Glory.           |
| Lu Yunfeng                | Xia Xue   | -                | Es un jugador profesional de King of Glory. |
| Huang Chengcheng (黄澄澄) | Sha Bao   | -                | Es un jugador de King of Glory.             |
| Zhou Shuai (周帅)         | Long Wang | -                | Es un jugador de King of Glory.             |

### Otros personajes
| Actor                  | Personaje      | N.º de episodios | Notas |
| ---------------------- | -------------- | ---------------- | --- |
| Li Hui Er (李绘儿)     | Mrs. Ling      | -                | Es la hija de A Guo. |
| Chen Guanning (陈冠宁) | Ren Wang       | -                | Es un ejecutivo de inversiones que admira a Yu Tu.                                                                                                   |
| Liu Yunlong (刘云龙)   | Xiao Lan       | -                | Es un reportero. |
| Liu Chao (刘超)        | Da Mao         | -                | Es un reportero. |
| Yao Yiqi (姚一奇)      | A Dou          | -                | Es un reportero. |
| Liu Lili (刘莉莉)      | Profesora Wang | -                | Es la esposa del director Zhang. |
| Teng Aixian (滕爱弦)   | -              | -                | Es la esposa del director Hu. |
| Guo Tongtong (郭彤彤)  | -              | -                | Es la compañera de habitación de Xia Qing. |
| Sun Le (孙乐)          | Guan Zhu       | -                | Es el hermano de Guan Zai. |
| Zhang Yuxuan (张宇轩)  | Guan Meng      | -                | Es el hijo de Guan Zai y Shen Jing. |
| Li Ruoning (李若宁)    | Li Ruo         | -                | |
| Wang Zheng             | Qu Ming        | -                | Es un antiguo compañero de clases de Yu Tu, quien siempre ha estado celoso de él, por lo que siempre busca como molestarlo.                          |
| -                      | Li Ming        | -                | Es una antiguo compañera de clases de Yu Tu y Qiao Jingjing.                                                                                         |
| -                      | Mr. Zhou       | -                | Es un actor que está practicando un guion en casa de Chen Xue, cuando van a visitarla Qiao Jingjing y Yu Tu. Ha trabajado con Jingjing en el pasado. |
| -                      | Duan Wu        | -                | Es un escritor que está trabajando en un guion en casa de Chen Xue, cuando van a visitarla Qiao Jingjing y Yu Tu.                                    |

### Apariciones especiales
| Actor                | Personaje   | N.º de episodios | Notas |
| -------------------- | ----------- | ---------------- | --- |
| Wu Qian              | Chen Xue    | -                | Es una actriz y la mejor amiga de Qiao Jingjing. Cuando se entera de que Yu Tu, ha estado ayudando a Jingjing a mejorar en el juego, le pide que la ayude a alcanzar un mejor nivel. |
| Ji Xiaobing          | Su Zhi      | -                | Es el exnovio de Qiao Jingjing, A pesar de haber terminado la relación hace tres años, aún está interesado en ella. |
| Zhao Yingzi (赵樱子) | Zhou Xiaoqi | -                | Es una actriz, quien está celosa de Qiao Jingjing en la industria del entretenimiento, a quien ve como su rival. Durante la filmación de uno de sus dramas, hace que su novio lleve comida para todos, lo que molesta al director de la serie, ya que atrasa las grabaciones.                                  |
| Gao Lu (高露)        | Shen Jing   | -                | Es la esposa de Guan Zai. |
| Gina Jin             | Xia Qing    | -                | Es una mujer a quien sólo le interesa la posición social y el dinero. Salió brevemente con Yu Tu en sus días de escuela, a pesar de que él no estaba enamorado de ella. Años después, cuando se reencuentra con él, aunque intenta hacer que el regrese con ella, Yu Tu no está interesado y se lo hace saber. |

## Episodios
La serie está conformada por treinta y dos episodios, los cuales fueron emitidos a través de Tencent Video.
Los episodios VIP finalizaron el 16 de agosto de 2021, mientras que para la audiencia normal finalizaron el 23 de agosto del mismo año.

### Ratings
Los números en color rojo indican las calificaciones más bajas, mientras que los números en azul indican las calificaciones más altas.

## Música
El OST de la serie está conformado por las siguientes canciones:
| N.º | Intérprete(s)                                    | Canción                          | Letra | Música | Duración |
| --- | ------------------------------------------------ | -------------------------------- | ----- | ------ | -------- |
| 1   | Liu Yuning                                       | "Fireworks of Stars" (煙花星辰)  | -     | -      | 4:13     |
| 2   | Curley Gao (希林娜依·高) & Hashizume Mika (ミカ) | "Fall In Love" (陷入爱情)        | -     | -      | -        |
| 3   | Lala Hsu                                         | "Time Monologue" (光陰獨白)      | -     | -      | -        |
| 4   | Yang Zhongwei (楊宗緯)                           | "Tell You" (說給你聽)            | -     | -      | -        |
| 5   | Chen Xueran (陈雪燃)                             | "Born To Be An Eagle" (生來是鷹) | -     | -      | -        |

## Premios y nominaciones
| Año  | Categoría                         | Premio                                     | Trabajo          | Resultado |
| ---- | --------------------------------- | ------------------------------------------ | ---------------- | --------- |
| 2021 | Best Work of the Year             | 2021 Hengdian Film and Television Festival | You Are My Glory | Ganó      |
| 2021 | Influential Web Drama of the Year | 29th Beijing TV Festival                   | You Are My Glory | Ganó      |

## Producción
La serie está basada en la novela "Ni Shi Wo De Rong Yao" (你是我的荣耀) de Gu Man (顾漫).
Es dirigida por Wang Zhi, quien contó con el apoyo del guionista Gu Man.
El 29 de septiembre del 2020 comenzaron las filmaciones de la serie, las cuales finalizaron en enero de 2021.
La serie también contó con la ayuda de las compañías de producción Tencent Penguin Pictures, Tencent Pictures, Honor of Kings y Xun Ling Film.

### Recepción
La serie ha sido bien recibida gracias a la excelente y fuerte química entre los actores principales Dilraba Dilmurat y Yang Yang, así como por su guion, dirección, trama, música, edición, cinematografía (escenarios) y el flujo de la historia. Los fanáticos de la novela también elogiaron el drama por ser fiel a la historia original y por la química refrescante de los protagonistas principales.
También ha recibido grandes elogios de profesionales en la industria aeroespacial debido a la gran cantidad de representaciones profesionales y meticulosas de la industria y los astronautas de China. La Corporación de Ciencia e Industria Aeroespacial de China y el Centro de Noticias de la Administración Nacional del Espacio tomaron la iniciativa de interactuar con "You Are My Glory" en Weibo para promover conjuntamente China Aerospace.
Por otro lado Yang Yang y Dilraba ocuparon los puestos 1 y 2 respectivamente en el ranking de actores de Vlinkage TV, Yang durante dieciséis días consecutivos. Para julio de 2021 Dilraba obtuvo el TOP 1 en la lista de actrices más populares de televisión, mientras que su personaje Qiao Jingjing obtuvo el TOP 1 en la lista de personajes femeninos más populares. Para la semana del 2 al 8 de agosto del mismo año Yang encabezó la lista de índice de estrellas de televisión en Weibo, mientras que Dilraba ocupó el segundo puesto.
Durante su estreno la serie alcanzó más de 100 millones de visitas. Y en agosto de 2021 se anunció que la serie tenía más de 1.91 billones de visitas. A dieciséis días de su estreno, la serie ya había alcanzado los 2.05 billones de visitas en Tencent.
La serie también ocupó el primer puesto dentro de las series más vistas y populares del "Weibo Weekly Variety Report" que comprenden los días del 26 de julio al 1 de agosto de 2021. Así como el primer lugar en el chart de Datawin y Vlinkage. En agosto del mismo año se reveló que la serie ocupaba el puesto número 1 dentro de los 10 Top dramas más vistos en WeTV Malasya.
Para el 11 de agosto del mismo año la serie tenía una puntuación de 7.0 en la plataforma Douban, convirtiéndola en la serie con mayor cantidad de reseñas en 277k. También obtuvo una calificación de 8.6 en MyDramaList (MDL) y de 9.5 en IMDb. Para el 16 de agosto la serie marcó una puntuación de 8.7 en MyDramaList y de 8.9 sobre 10 en IMDb con base en 166 votos. El 21 de agosto, se reportó con una calificación de 8.8 en MyDramaList de 2,442 usuarios y de 8.8 en IMDb de 227 votos. Para el 2 de septiembre, la serie tenía una puntuación de 8.8 sobre 10 de 5.091 usuarios en MyDramaList y de 8.7 en IMDb de 381 votos.
El 17 de agosto del mismo año la serie obtuvo el puesto número 1 en la categoría de dramas de televisión (lista de resultados) y el puesto número 1 en la categoría de las mejores ventas pagadas (lista de superventas) del Tencent Video Ranking. La serie también encabezó la clasificación de dramas de VLinkage con una puntuación de 93,88 rompiendo el récord de 2021 y pocos días después alcanzó una puntuación de 9.15.
Para el 18 de agosto la serie rompió un nuevo récord al alcanzar el 93.88, el índice de transmisión más alto para dramas web del 2021.
El drama causó que la plataforma de Tencent colapsara durante una hora y media, luego de que el sitio se bloqueara después de que los dos episodios finales de la serie estuviera disponibles para usuarios VIP, debido a la gran demanda y cantidad de audiencia que trataban de ver el final. Posteriormente sucedió lo mismo con la plataforma WETV, cuando los últimos dos episodios estuvieron disponibles para todos los usuarios, se presentaron fallas durante 3 días para poder visualizarlos.
Para el 20 de agosto Tencent anunció en su informe financiero del segundo trimestre de 2021 que la serie era la más vista a través de video en Tencent Video según las visualizaciones por episodio del año hasta la fecha, alcanzando más de 2.970 millones de espectadores, pocos días después, la serie alcanzó los más de 3 mil millones de visitas.
Para el 22 de agosto del mismo año la serie se convirtió en el TOP1 Drama de verano que llama la atención de los televidentes en Maoyan, con una calificación de 8.1., mientras que ocupó el TOP 1 en la lista de series de televisión basadas en IP de Tencent.
El 8 de septiembre ocupó el TOP 1 en el índice de comunicación convergente de dramas web populares en agosto y el 10 de septiembre del mismo año obtuvo el puesto número 1 en la categoría de dramas web de verano en VLinkage.
Ese mismo mes se anunció que la serie ya había alcanzado más de 3.8 billones de visitas.
La serie es el primer drama en tener el mayor número de marcas en términos de patrocinios, 22 marcas en total.